# طلعت إبراهيم
المستشار/ طلعت إبراهيم محمد عبد الله (17 يونيو 1953 طنطا) أحد رموز تيار الاستقلال بنادي القضاة، الذي لعب دورًا بارزًا في كشف فضائح تزوير انتخابات الرئاسة المصرية 2005، عين في منصب النائب العام يوم 22 نوفمبر 2012 بمقتضى إعلان دستوري صادر من الرئيس المصري محمد مرسي أحيل بموجبه النائب العام السابق عبد المجيد محمود إلى التقاعد على خلفية توتر سياسي بعد محاولة إبعاد النائب السابق عن منصبه بالتراضي وتعيينه سفيرا بالفاتيكان ولكنه رفض.
كان نائب رئيس محكمة النقض المصرية أحد أعضاء اللجنة المشكلة من نادي القضاة لتوثيق وكشف تزوير انتخابات 2005، ورشحه لذلك الدور المستشار أشرف ظهران أحد رموز تيار الاستقلال. أعير لمملكة البحرين في عام 2007. تخرج بمؤهل (ليسانس الحقوق) – دبلوم في العلوم الشرقية في شهر مايو سنة 1977.
في 2 يوليو 2013، وقبل عزل الرئيس مرسي بيوم واحد، قضت محكمة النقض المصرية ببطلان تعيين طلعت إبراهيم نائبا عاما وبعودة عبد المجيد محمود إلى المنصب. في 10 يوليو، وبعد اعتذار محمود عن العودة لمنصبه، اختار مجلس القضاء الأعلى هشام بركات نائبا عاما جديدا خلفا لطلعت إبراهيم.

## التدرج الوظيفي
- مساعد نيابة
- وكيل نيابة
- وكيل نيابة ممتازة
- قاضى بالمحاكم الابتدائية
- رئيس نيابة بنيابة النقض «جنائي» منذ عام 1993
- محام عام بنيابة النقض «جنائي» منذ عام 1997
- مستشار بمحكمة النقض «جنائي» منذ عام 2000
- نائب رئيس محكمة النقض «جنائي» منذ عام 2002
- إعارة إلى مملكة البحرين للعمل قاضي بمحكمة الاستئناف العليا عام 2007
- العودة للعمل بمحكمة النقض في 23/10/2012
- نائب عام بقرار جمهوري صادر في 22/11/2012[9]